# آهنگ شارش جرم
آهنگ شارش جرم، نرخ شارش جرم، بدهِ جرم یا دبی جرمی (به انگلیسی: Mass flow rate) در فیزیک و علوم مهندسی برای نشان دادن میزان جرم عبوری یک شاره در واحد زمان از یک مقطع مشخص به کار می‌رود. این کمیت معمولاً با نماد {\displaystyle {\dot {m}}} که اِم دات خوانده می‌شود، نشان داده می‌شود، نماد μ نیز در برخی موارد به کار می‌رود. یکای این کمیت بسته به یکاهای انتخابی برای جرم و زمان متفاوت است ولی در سیستم دستگاه بین‌المللی یکاها با یکا kg s−۱ بیان می‌شود.

## تعریف
دبی جرمی معمولاً با رابطه ساده زیر محاسبه می‌شود:
{\displaystyle {\dot {m}}={\frac {\Delta m}{\Delta t}}}
در این رابطه:
- {\displaystyle {\dot {m}}} = دبی جرمی،
- Δm = تغییرات جرم از مقطع مورد نظر،
- Δt = زمان عبور جریان.